# Arrhenosphaera craneae
Arrhenosphaera craneae — вид грибів родини Ascosphaeraceae, єдиний у роді Arrhenosphaera. Назва вперше опублікована 1974 року.
Описаний як патоген медоносної бджоли в Венесуелі, облігатний паразит бджолиних колоній, хоча при цьому може розвиватися сапротрофним способом на бджолиному пилку. Розмножується за допомогою спороцист і безстатевих конідій.